# Tecido adiposo perivascular
O tecido adiposo perivascular (PVAT; do inglês perivascular adipose tissue) é a camada de tecido adiposo que circunda a maioria dos vasos sanguíneos. A partir de 1991 quando foi demonstrado pela primeira vez que este tecido poderia influenciar a função vascular, o PVAT deixou de ser considerado apenas um tecido de suporte aos vasos sanguíneos, sendo hoje amplamente estudado por sintetizar e secretar diversas substâncias que atuam de modo parácrino no controle e manutenção do tônus vascular. Fisiologicamente, a presença do PVAT reduz a contração do músculo liso vascular a diferentes agonistas como fenilefrina, angiotensina II e serotonina, apresentando um efeito anticontrátil. 
O PVAT apresenta diferenças fenotípicas e funcionais de acordo com o leito vascular estudado ou região anatômica a qual está inserido. Nesse sentido, o PVAT encontrado na porção torácica da aorta apresenta similaridades fenotípicas ao tecido adiposo marrom enquanto que o PVAT da porção abdominal da aorta apresenta semelhança fenotípica ao tecido adiposo branco . Essas diferenças regionais também são observadas em relação aos fatores liberados pelo PVAT, alterando a função diferentemente em cada leito. Dessa forma, o efeito anticontrátil do PVAT presente na aorta torácica está associado, entre outros fatores, a produção de óxido nítrico pela óxido nítrico sintase endotelial, quando comparado a perda deste efeito anticontrátil no PVAT abdominal .